# Paolo Brozzi
Paolo Brozzi (Bologna, ... – ...; fl. XVII secolo) è stato un pittore italiano specializzato in quadrature, attivo a Genova e a Roma nella seconda metà del XVII secolo.

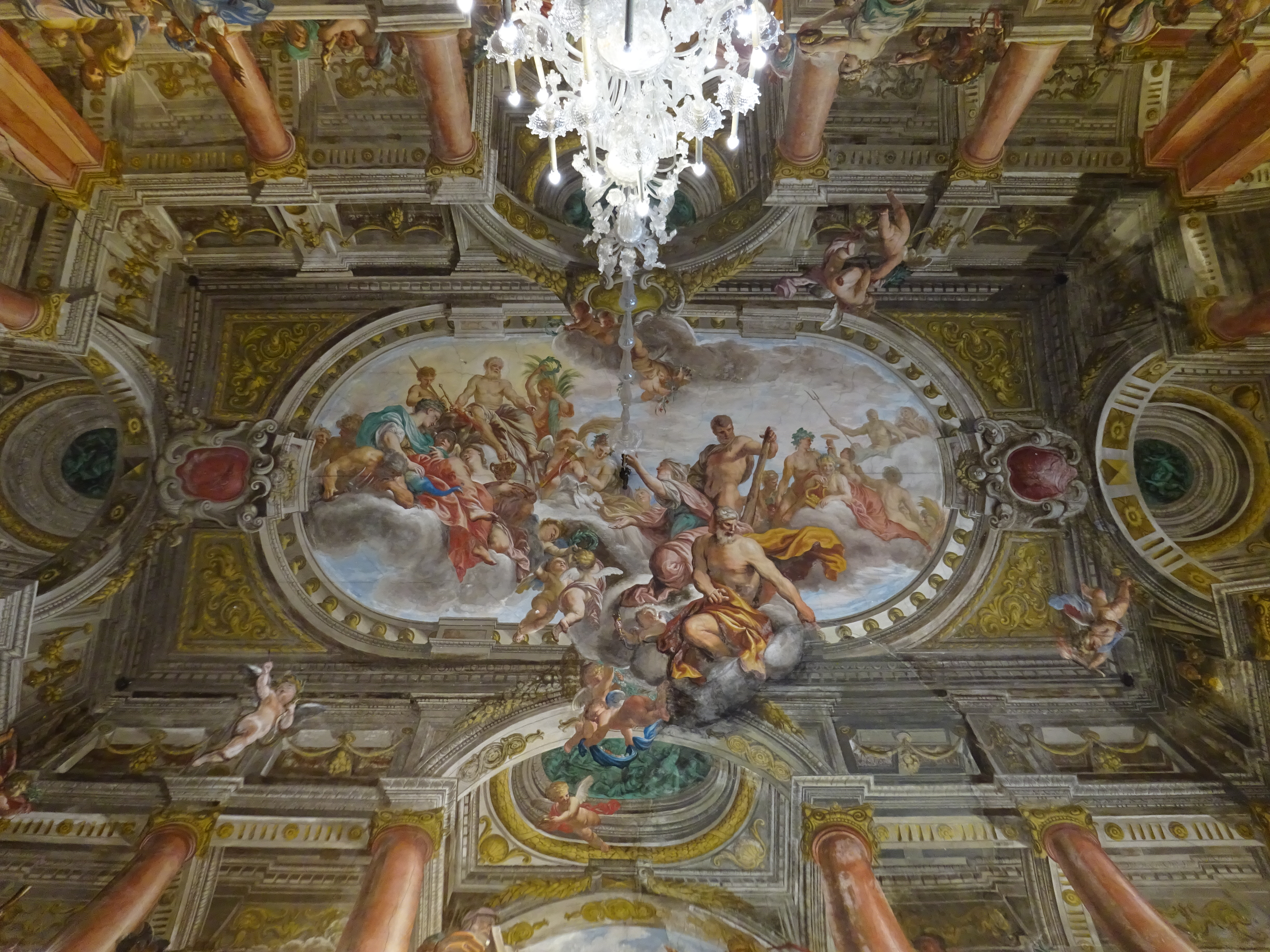
Affresco di Domenico Piola e Paolo Brozzi raffigurante "L'offerta a Giove delle chiavi del tempio di Giano" nel Palazzo Pantaleo Spinola a Genova

Si possiedono pochissime notizie biografiche su di lui: è noto solo che era bolognese di nascita e che il nome del padre era Gio Batta. Il primo testo in cui appare il suo nome è Le vite de pittori scoltori, et architetti genovesi e de forastieri che in Genova operarono, pubblicato nel 1674 dallo scrittore e pittore genovese Raffaele Soprani. Nella sua opera Soprani cita un "Paolo Brozzi pittore bolognese" come collaboratore di Valerio Castello nella realizzazione degli affreschi del casino di Giovanni Battista Nascio (andati perduti già nel Settecento) e nella chiesa di Santa Maria in Passione (noti da alcune vecchie fotografie dal momento che l'edificio fu quasi completamente distrutto durante la seconda guerra mondiale).
Notizie sulle opere da lui eseguite sono invece state ricavate da documenti contabili e di assegnazione degli incarichi. Il suo primo incarico a Genova è testimoniato da un contratto stipulato nel 1658 con il nobile Ansaldo Pallavicino per la realizzazione di capitelli e cornicioni in stucco nella navata centrale della basilica di San Siro. Nella chiesa Brozzi collaborò con Giovanni Battista Carlone dipingendo sulla volta della navata una serie di finte arcate ideale prolungamento delle reali partiture architettoniche sottostanti. Successivamente lavorò sempre con Carlone alla cupola, decorando il tamburo con una serie di colonne binate.
Tra gli altri lavori genovesi si ricordano le quadrature per gli affreschi di Domenico Piola nella chiesa dei Santi Gerolamo e Francesco Saverio e nei palazzi Balbi-Senarega e Pantaleo Spinola. In seguito fu attivo a Roma, insieme a Giovanni Andrea Carlone, nella Sala Verde di Palazzo Altieri.

## Opere[1]
- Quadratura per gli affreschi di Giovanni Battista Carlone nella navata centrale e nella cupola della basilica di San Siro a Genova, 1658-1661 circa
- Quadratura per gli affreschi di Valerio Castello nel casino di Giovanni Battista Nescio a Genova, 1658-1659 circa
- Quadratura per gli affreschi di Valerio Castello nella chiesa di Santa Maria in Passione a Genova, 1659 circa
- Quadratura per gli affreschi di Domenico Piola nel salotto di Apollo e le Muse di Palazzo Balbi-Senarega a Genova, 1660 circa
- Quadratura per gli affreschi di Domenico Piola nella volta della sala di Giano ed Ercole con la Pace di Palazzo Pantaleo Spinola a Genova, 1665 circa
- Quadratura per gli affreschi di Domenico Piola nella parete laterale del coro della chiesa dei Santi Gerolamo e Francesco Saverio a Genova, 1666-1667 circa
- Quadratura per gli affreschi di Giovanni Andrea Carlone nella Sala Verde di Palazzo Altieri a Roma, 1674-1675 circa
- Decorazione, insieme a Domenico Piola, delle ante della cassa dell'organo della basilica di Santa Maria Assunta di Carignano a Genova[4]